# O Poder e a Glória
O Poder e a Glória (título original em inglês "The Power and the Glory") é o título em português do romance de 1940 do escritor britânico Graham Greene, ambientado durante as perseguições religiosas da Guerra Cristera, no México da primeira metade do século XX.
A obra teve sua primeira tradução no Brasil por Mário Quintana em 1953, e em Portugal por António Gonçalves Rodrigues.
O livro foi transposto para o cinema no filme de 1947 "The Fugitive", dirigido por John Ford, com algumas alterações de enredo; uma peça também foi nele baseado e escrita pelo dramaturgo francês Pierre Bost e apresentada a primeira vez em Mulhouse, no ano de 1952.

## Contexto histórico
Em 1938 Greene, então jornalista, fora enviado ao México para avaliar naquele país a situação das perseguições religiosas na região central derivadas da revolta dos "Cristeros", especialmente nos estados de Tabasco e de Chiapas; ali ele partiu de Laredo, numa viagem que resultou primeiro num relato publicado sob o título de The Lawless Road e, mais tarde, no romance The Power and the Glory.

## Enredo
O romance narra a perseguição a um padre fugitivo (que é pai de uma criança e o último sacerdote no lugar) e um tenente que almeja capturá-lo de modo quase fanático, sofrendo para este mister a pressão do governador da província.
Para atingir seu desiderato o tenente, sempre impecavelmente trajado e atormentado por dores de dente, obtém permissão para capturar reféns dos povoados, numa perseguição aos cristãos que remete aquela empreendida por Saulo de Tarso.
Finalmente preso após percorrer fazendas e povoados, o padre é executado para a satisfação do tenente, que no fuzilamento encontra um prazer comparável ao sexual.

## Repercussão
A obra obteve sucesso ao ser publicada, especialmente nos Estados Unidos e em França, onde teve apresentação por François Mauriac – de forma que foi mais tarde adaptada em filme por Hollywood e em teatro neste segundo país; embora o autor tenha declarado que não teve participação na releitura cinematográfica, elogiou bastante a peça francesa.